# 罗马执政官
執政官（縮寫为）是羅馬共和國透過選舉產生的最高的職務，而在羅馬帝國是委任的職務。在拉丁语中，的意思是「那些走在一起的人」。

## 共和国时代
執政官的職務，被認爲可以追溯至公元前509年共和國的建立。 但早期的歷史部分是傳說，且在第五世紀執政官的繼承不是連續的。執政官肩负宗教軍事雙重責任：對占卜的解讀是在指揮軍隊進入戰場之前必不可少的步驟。
在共和國中，當選執政官的最低年齡，就貴族而言，是四十歲，在公元前147年元老院曾通过特别的法律以使三十八岁的小西庇阿成为执政官。但在次年取消了这条法律，恢复了年龄限制。而就平民而言是四十二歲。
每年由百人會議選出兩位執政官，一起服務，均具有對另一位的裁斷的否決權。國家以執政官的名字做那一年的紀年：如公元前59年，因執政官是尤利乌斯·恺撒與瑪爾庫斯·卡爾普爾尼烏斯·比布路斯而被羅馬人稱為：「恺撒與比布路斯執政年」（雖然那年恺撒主管執政官職位如此徹底，以致它被戲稱爲「尤利乌斯与恺撒的执政年」）。如果一位執政官在其任期内死亡（並非罕見，因为執政官常常处在戰鬥的前線），會選出另外一位，被稱為“補任執政官”（consules suffecti）。
傳統上執政官職務只由貴族擔任；直到公元前367年李奇尼亞·塞克斯提亞法規定每年必須有一位執政官由平民擔任。因此次年選出了第一位平民執政官，魯奇烏斯·塞克斯提烏斯。可是近代的歷史學家曾經質疑早期共和國時期（參看階級衝突）的平民解放（變成自由與平等）的傳統紀錄，注意到例如在塞克斯提烏斯之前的執政官約百分之三十具有平民的（而不是貴族的）名字。
在戰爭期間，對執政官來說主要的判斷標準是軍事技能與聲望，但是不論什麼時候，执政官的委任总带有政治色彩。隨著時間推移，執政官職務成爲羅馬人从仕（晉升體系）的正常終點。

## 帝国时代
奧古斯都建立元首制后，他改變了職務的本質，剝奪它絕大部分的權力。但執政官依然是崇高的榮譽和擔當其他職務的條件。許多執政官願意在一年任職期中途辭職，以便其他人可以作爲補任執政官完成他們的任期。那些在元月一日擔任執政官職務的人，稱為正規執政官，擁有以其名字作爲紀年的榮譽。結果是，約一半擔當裁判官職務的人，也能夠到達執政官職務。有時這些補任執政官願意輪流地辭職，將會任命另外的人作補任執政官。這種情況在康茂德的統治時達到了極點，公元190年有二十五個人擔任過執政官的職務。
在帝國之下，皇帝經常地委任他們自己、被保護人或親戚為執政官，而無視年齡條件。例如，皇帝霍諾里烏斯一降生就被授予了執政官的職務。
擔當執政官職務，顯然是一項尊榮，以致於背離的高盧帝國在其的存在期間（260年至274年）也有它自己的執政官。執政官的名單，就這個國家而言，是不完全的，來自銘刻與硬幣。
君士坦丁一世的改革之一，是指定一名執政官到羅馬，另一名执政官到君士坦丁堡。

## 拜占庭帝国
在狄奧多西一世逝世后，皇帝獲得指派其中一位執政官的權利；雖然每位皇帝允許他的同僚，為了各種不同的理由去指派兩位執政官。后来在西羅馬帝國正式結束之後，許多年僅以一名執政官的名字命名。在查士丁尼一世在位时這項職務终于被取消，最后两位执政官，一位是534年的羅馬執政官戴奇烏斯·保利努斯（Decius Paulinus），另一位是541年君士坦丁堡的執政官小弗拉維烏斯·貝西利烏斯（Flavius Basilius Junior）。